# Chieti
Chieti este un oraș în Italia.

## Demografie
Chieti - evoluția demografică

|  | Graficele sunt indisponibile din cauza unor probleme tehnice. Mai multe informații se găsesc la Phabricator și la wiki-ul MediaWiki. |

Date: Recensăminte sau birourile de statistică - grafică realizată de Wikipedia

## Personalități
- Alessandro Valignano (1539-1606), misionar iezuit, filolog